# Ausschreitungen in Nordirland 2021

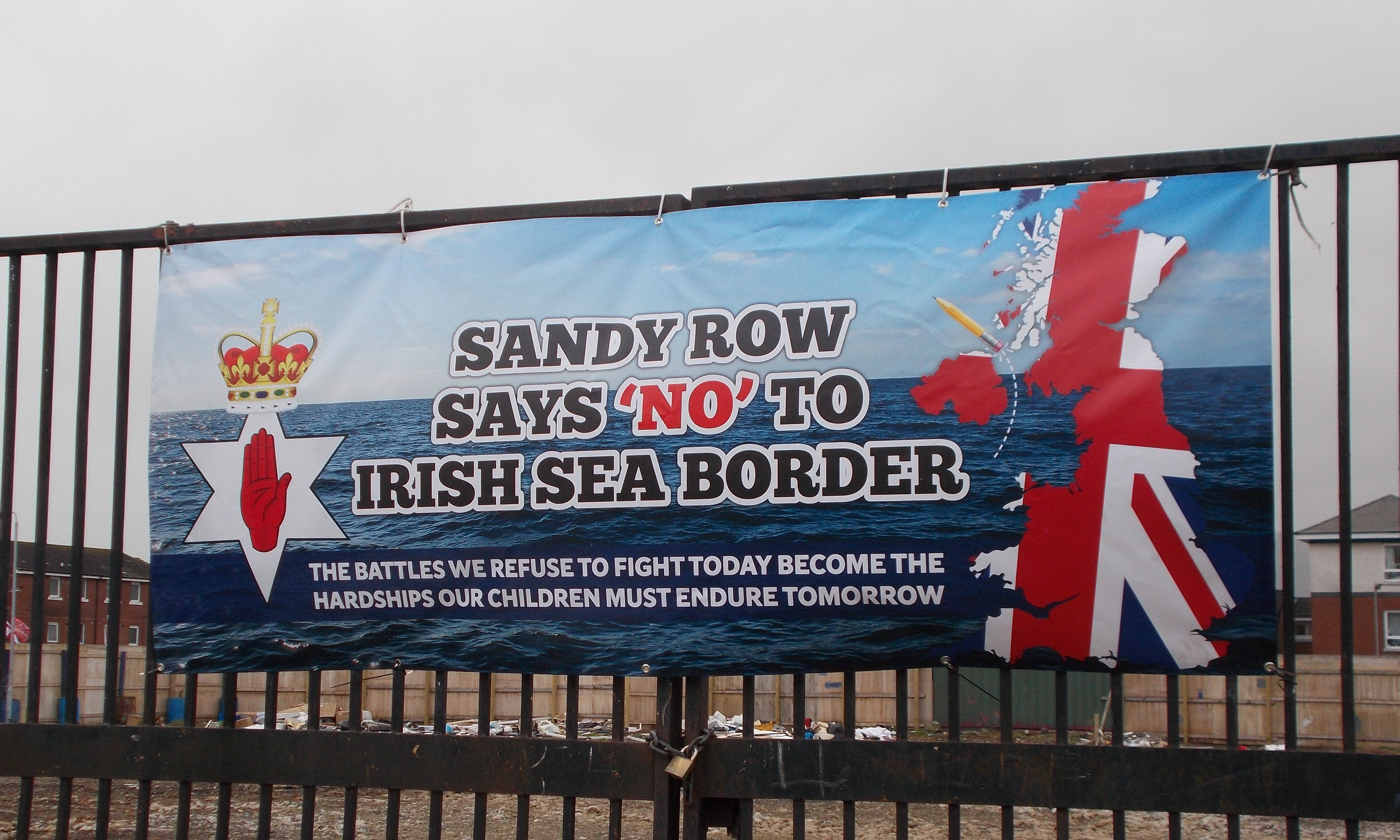
Protest-Plakat gegen die inner-britische Zollgrenze. Sandy Row ist eine Straße im vornehmlich protestantischen Teil Belfasts

Bei den Ausschreitungen in Nordirland kam es im Jahr 2021 zu gewalttätigen Auseinandersetzungen.

## Hintergrund
Mit dem Inkrafttreten des Brexit-Vertrages zwischen dem Vereinigten Königreich und der Europäischen Union wurde eine harte inner-irische Grenze vermieden. Ohne diese bilaterale Einigung wäre die EU-Außengrenze quer durch Irland verlaufen, was unweigerlich zu Zoll- und Warenkontrollen geführt hätte. Das wiederum hätte den status quo infrage gestellt, der seit dem Karfreitagsabkommen für vergleichsweise friedliche Zustände in Nordirland sorgte. Im Umkehrschluss verpflichtete sich London, die Kontrolle von Waren und Handelsgütern innerhalb des Vereinigten Königreiches abzuwickeln (also praktisch im Schiffsverkehr über die Irische See). Faktisch blieb Nordirland somit Teil des europäischen Binnenmarktes.

## Geschehnisse
Die Sonderregelung für Nordirland, ohne die der geregelte Brexit nicht möglich gewesen wäre, wurde von pro-britischen Parteien stets zurückgewiesen. Insbesondere die Democratic Unionist Party, die mit Arlene Foster den First Minister stellt, betrachtet dies als Ausverkauf unionistischer Interessen und kündigte an, das Protokoll bekämpfen zu wollen. Während ein Zusammenbrechen der Regierung Nordirlands vermieden werden konnte verlagerte sich der Protest auf die Straße. Am 29. März 2021 kam es zu ersten gewaltsamen Ausschreitungen in Derry. Zuvor hatten paramilitärische Gruppierungen aus dem loyalistischen Spektrum angekündigt, das Karfreitagsabkommen nicht länger zu unterstützen, solange inner-britische Zollbeschränkungen bestünden. Zu weiteren Krawallen kam es, weil die Verstöße der Deputy First Minister Michelle O’Neill gegen die strikten Covid-19-Auflagen nicht geahndet wurden. Umstritten war das Erscheinen O’Neills bei der Beisetzung eines hochrangigen IRA-Mitgliedes im Juni 2020, an der auch tausende andere Sinn-Féin-Sympathisanten teilnahmen. Allein am 9. April wurden 19 Polizei-Beamte verletzt, als Jugendliche in der Provinz Steine und Brandsätze auf Einsatzfahrzeuge warfen. Die Gewaltakte fanden statt, obwohl führende Loyalisten wegen des Todes Prinz Philips als Geste des Respektes zur Ruhe aufriefen.